# Vânători (okręg Konstanca)
Vânători – wieś w Rumunii, w okręgu Konstanca, w gminie Pecineaga. W 2011 roku liczyła 253 mieszkańców.